# Alchemilla vulcanica
Alchemilla vulcanica é uma espécie de rosácea do gênero Alchemilla, pertencente à família Rosaceae.